# Otto Richard Kierulf

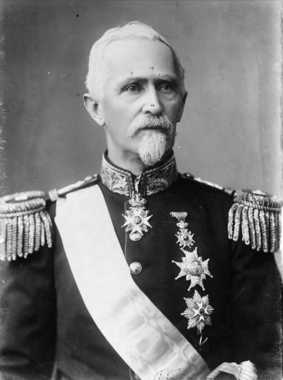
Otto Richard Kierulf. Foto av Ludwik Szacinski från 1892 i Oslo Museums samlingar.

Otto Richard Kierulf, född 29 januari 1825, död 7 januari 1897, var en norsk militär och statsman.
Kierulf blev officer vid infanteriet 1842 och vid artilleriet 1847, överstelöjtnant och fälttygmästare 1860, överste 1884, generalmajor och generalfälttygmästare 1890, och erhöll avsked 1897. Kierulf var lärare vid militärhögskolan 1851–60 och ägnade sig därutöver även åt politiken. Han var statsminister och ordförande i norska statsrådsavdelningen i Stockholm 1871–84.